# TAG 8
Die TAG 8 ist eine Heißdampflokomotive, die 1943 mit der Fabriknummer 16317 von Krauss-Maffei für die private Eisenbahn-Aktiengesellschaft Tegernsee-Bahn Betriebsgesellschaft für den Betrieb auf der Bahnstrecke Schaftlach–Tegernsee als letzte Dampflok der Gesellschaft beschafft wurde.
Für ihren Aufbau wurde das Krauss-Lotter-Gestell der E 79 02 verwendet. Sie war bis Ende der 1950er-Jahre im Einsatz, wurde dann abgestellt und 1970 an eine Schrotthandlung in München verkauft, wo sie als Denkmal aufgestellt wurde. Sie gehört seit 1986 dem Bayerischen Eisenbahnmuseum in Nördlingen.

## Geschichte
Die Lokomotive führte Eilzugverbindungen von München Hauptbahnhof bis Tegernsee, vor allem beim Ausfall und zur Verstärkung des Triebwagens TAG 25 als Reservegarnitur mit drei Wagen.
Sie sollte die Geschwindigkeit von 90 km/h zwischen Schaftlach und München erreichen und hatte einen größeren Treibraddurchmesser als die TAG 7. Dafür sollte am Bahnhof Schaftlach ein Gleis angelegt werden, das den Bahnhof umgeht und direkt in die Strecke nach München mündet, die Arbeiten wurden wegen des Zweiten Weltkrieges aber eingestellt.
Sie wurde ab 1944 eingesetzt und erreichte bei den durchgehenden Zügen Tegernsee–München zwischen Schaftlach und München mit einer Last von 120 t eine Fahrzeit von 50 min.
Die durch den nicht vorhandenen festen Achsstand gegebenen guten Laufeigenschaften in Bogen auf der Privatbahn wurden durch den Verschleiß der drei Lotterhebel beim Krauss-Lotter-Gestell wieder aufgehoben. Nach der letzten Hauptuntersuchung verschlechterten sich die Laufeigenschaften sehr stark. Bei ungleicher Abnützung der Treib- und Kuppelradsätze wurde zudem eine Schieflage der Lok festgestellt, die nur mit aufwändigem Heben der Lok mittels Winden zu lösen war.
Von Januar 1953 bis April 1953 sowie von April 1955 bis September 1955 wurde sie wegen der Werkstattaufenthalte des TAG 25 im planmäßigen Eilzugdienst eingesetzt. Dazwischen und bis 1960 wurde sie bedarfsweise eingesetzt. Ab 1960 war die Lokomotive nicht mehr im Einsatz, war bis 1970 abgestellt und wurde gemeinsam mit der TAG 6 an einen Schrotthändler in München verkauft. Dort wurde sie als Denkmal aufgestellt und kam 1986 zum Bayerische Eisenbahnmuseum in Nördlingen.

## Technik
Ihr Bau musste auf Grund der Kriegssituation als Umbau geführt werden, um Material zu erhalten. Deshalb erhielt sie als vordere Laufachse ein Krauss-Helmholtz-Lenkgestell und für die hinteren beiden Achsen ein Krauss-Lotter-Gestell der gleichzeitig in Tegernsee verschrotteten E 79 02.
Für die Geschwindigkeit von 90 km/h konnten die Treibräder der E 79 nicht verwendet werden. Bei dieser leichten und kurzen Lokomotive wäre ein hinteres Drehgestell mit zentralem Drehzapfen die bessere und einfachere Lösung gewesen. Die Lokomotive war die einzige Dampflokomotive mit dieser Achskonstruktion.
Die Lokomotive besaß in etwa dieselbe Dampfmaschine wie die TAG 7, für die Beförderung der Züge nach München war sie mit einem größeren Wasservorrat ausgestattet. Sie hatte eine spitze Rauchkammertür und einen Krempenschornstein. Die auf Grund der Kriegsereignisse eingebaute Feuerbüchse aus Stahl wurde bei der Hauptuntersuchung 1950 durch eine kupferne ersetzt. Ursprünglich war sie in schwarz mit roten Radsätzen lackiert, als Denkmal beim Schrotthändler erhielt sie einen blau/schwarzen Anstrich mit roten Rädern, der auch beim Bayerischen Eisenbahnmuseum beibehalten wurde.